# Großer Wachaufzug Unter den Linden

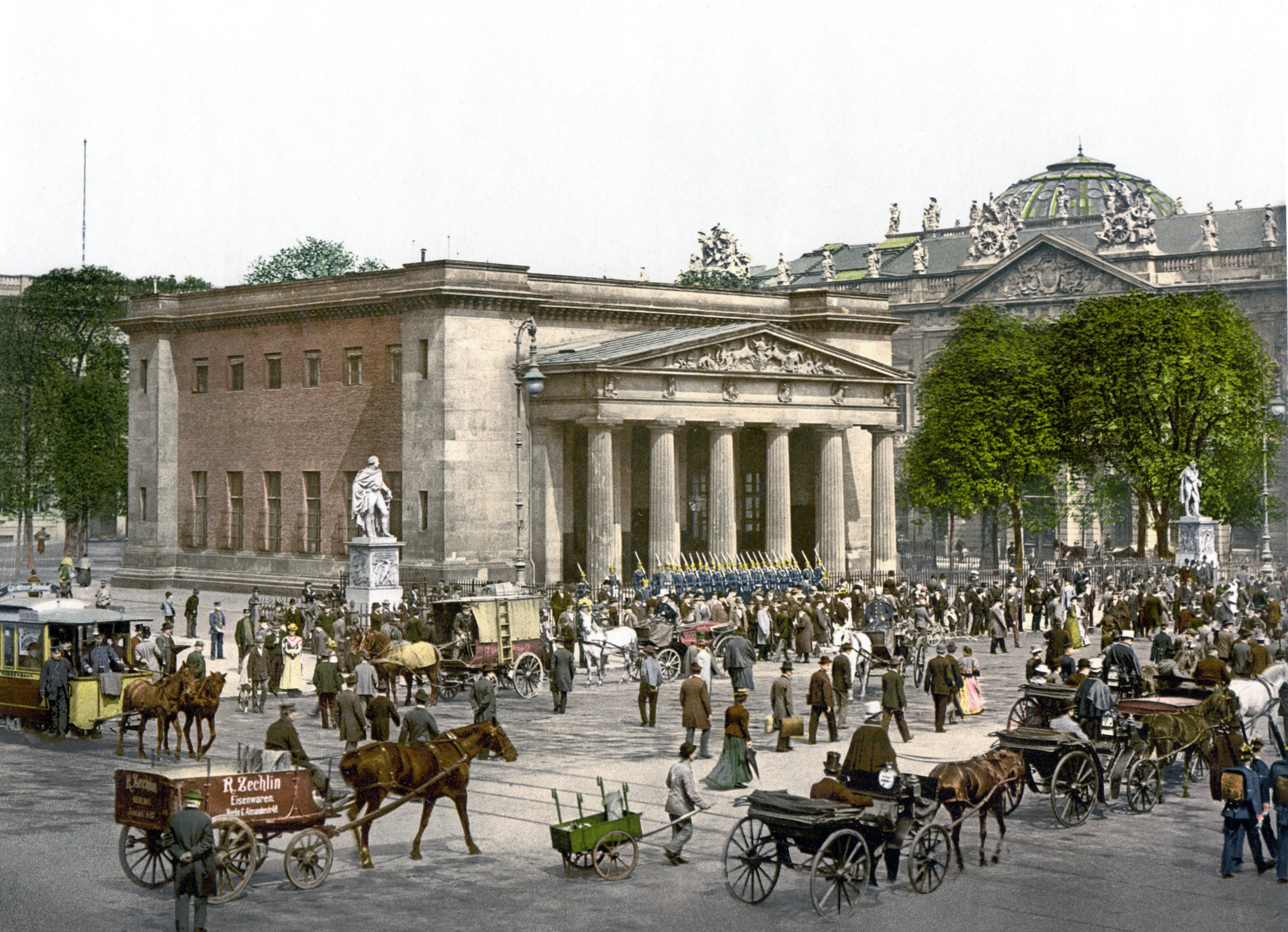
Neue Wache Unter den Linden, um 1900

Der Große Wachaufzug Unter den Linden in Berlin war ein militärisches Zeremoniell, das mit Unterbrechungen und Veränderungen von 1818 bis 1990 bestand. Er ging auf einen am 18. September 1818 anlässlich des Besuchs von Zar Alexander I. bei König Friedrich Wilhelm III. mit Soldaten des Garde-Grenadier-Regiments Nr. 1 der Preußischen Armee erstmals vor der Neuen Wache durchgeführten Wachwechsel zurück. Das im gleichen Jahr von Karl Friedrich Schinkel vollendete Bauwerk an der Prachtstraße Unter den Linden diente als Wache für das gegenüber liegende Königliche Palais und als Denkmal für die erfolgreichen Befreiungskriege.
Der Begriff „Großer Wachaufzug“ wurde erst in der DDR-Zeit eingeführt. Ursprünglich hieß das Zeremoniell schlicht „Aufziehen der Wache“ oder „Wachaufzug“.

## Geschichte

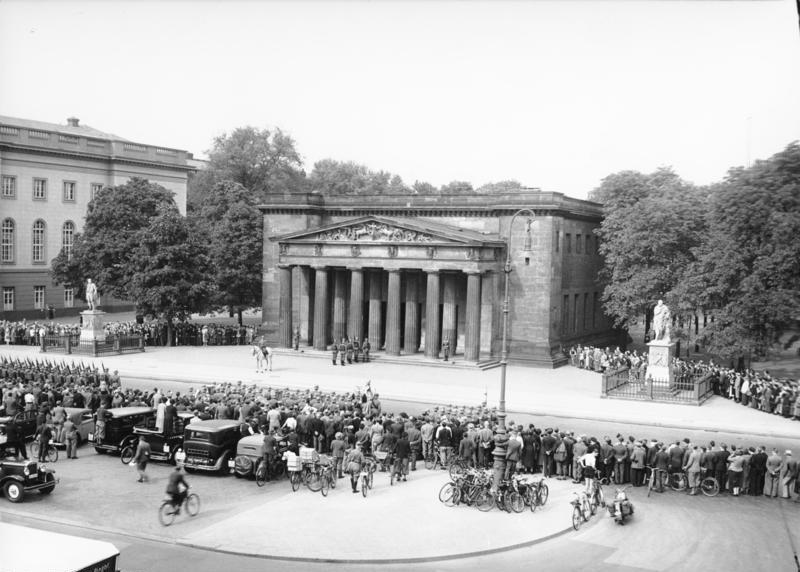
Ablösung des Großen Wachaufzugs, 1938

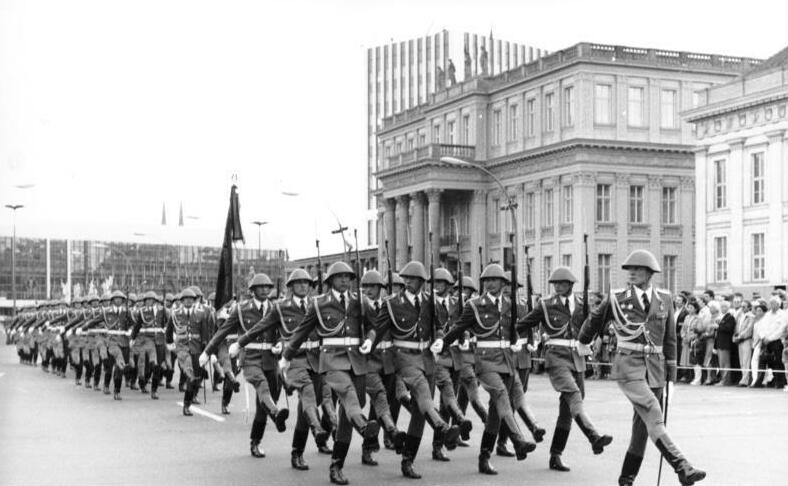
Vorbeimarsch des Großen Wachaufzugs, 1985

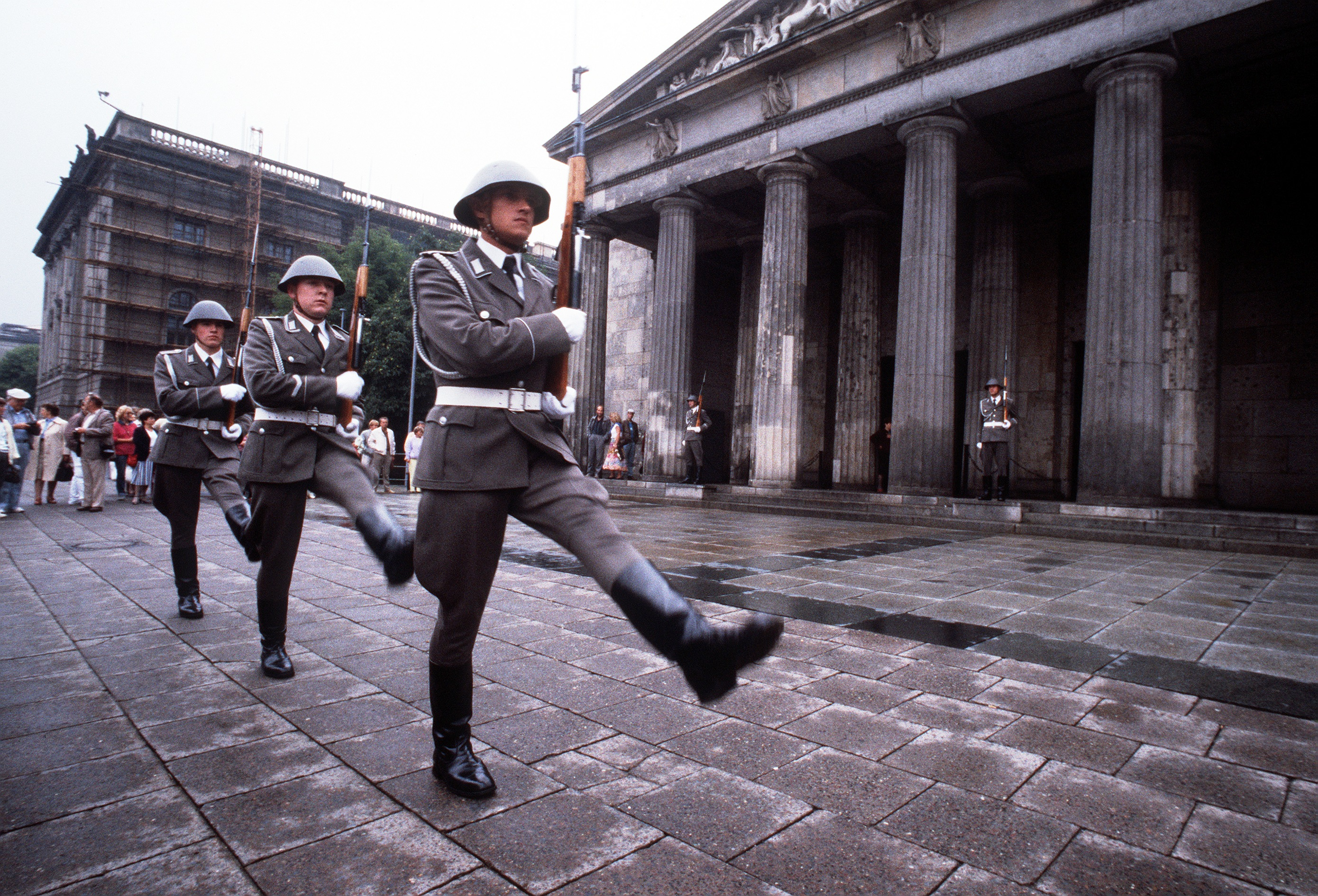
Ablösung der Ehrenwache im Exerzierschritt, 1989

Das Ritual fand 100 Jahre lang bis zum Ende der Monarchie im November 1918 statt. Täglich zogen in Berlin um die Mittagszeit Wachen zur Neuen Wache, zum Berliner Schloss, zum Brandenburger Tor, zur Generalmilitärkasse in der Königgrätzer Straße und zum Sitz des Ingenieurkomitees in der Kurfürstenstraße, wobei die Regimentszugehörigkeit der Wachtruppe jeden Tag wechselte. Nach einem bestimmten Schlüssel kam jede Infanterie-Formation des in Berlin und Umgebung stationierten Gardekorps an die Reihe, in den Wintermonaten auch die des Eisenbahnkorps sowie das Garde-Pionier-Bataillon. Die Wachaufzüge vor der Neuen Wache und vor dem Schloss klangen mit Konzerten der jeweiligen Regimentskapellen im Kastanienwäldchen bzw. im  Lustgarten aus, sofern die Temperaturen nicht unter −5° Celsius gesunken waren. Die Veranstaltungen galten als Hauptsehenswürdigkeiten für Berlinbesucher, zumal sich dabei Kaiser Wilhelm I. stets in seinem Palais und „Papa Wrangel“ im Palais Wrangel am Pariser Platz an bestimmten Fenstern zeigten.
Die Weimarer Republik hatte Wachtruppen samt Wachaufzug zunächst abgeschafft, bis die Reichswehr 1921 die Wachtruppe Berlin gebildet hatte. Sie war aus für je drei Monate turnusmäßig nach Berlin kommandierten Kompanien aller Infanterie-Regimenter zusammengesetzt. Erst Reichspräsident Paul von Hindenburg führte ab 1925 wieder große Wachaufzüge ein. Zweimal wöchentlich zog eine Kompanie der Wachtruppe mit Musik durchs Brandenburger Tor über den Pariser Platz in die Straße Unter den Linden, um dann in die Wilhelmstraße abzubiegen und vor dem Reichspräsidentenpalais die Wache abzulösen. Am 31. Mai, dem Jahrestag der Skagerrakschlacht, veranstaltete die Reichsmarine den Wachaufzug.
An der 1931 zur Gedenkstätte für die Opfer des Ersten Weltkrieges umgestalteten Neuen Wache fand kein militärischer Wachaufzug statt. Zwei Polizisten bewachten die Gedenkstätte. Am 12. März 1933 führten die Nationalsozialisten den „Wachaufzug unter den Linden“ wieder ein, wie in der Kaiserzeit an der Neuen Wache mit Musik, veranstaltet von dem aus der Wachtruppe (ab 1937 „Wachregiment Berlin“) hervorgegangenen Wachregiment Großdeutschland und später auch vom Wachbataillon der Luftwaffe jeweils unter dem Kommando eines Leutnants zu Pferd. Der Große Wachaufzug zog bis zur Schlacht um Berlin in den letzten Wochen des Zweiten Weltkriegs über die Linden vor die Neue Wache.
Die DDR nahm am 1. Mai 1962 die preußische Tradition des Wachaufzugs Unter den Linden mit sozialistischen Elementen wieder auf. Tagsüber standen vor der zum „Mahnmal für die Opfer des Faschismus und Militarismus“ umgestalteten Neuen Wache zwei mit sowjetischen Karabinern Simonow SKS-45 und aufgesetztem Bajonett ausgerüstete Soldaten des Wachregiments „Friedrich Engels“ der Nationalen Volksarmee (NVA) als Ehrenwache.
Beim Kleinen Wachaufzug marschierten täglich zu jeder halben Stunde drei Soldaten der im Zeughaus Unter den Linden stationierten Ehrenwache vor das Mahnmal, vollzogen dort die Ablösung im Exerzierschritt und anschließend kehrten die Abgelösten ins Zeughaus zurück.
Beim Großen Wachaufzug marschierte eine in der Friedrich-Engels-Kaserne am Kupfergraben stationierte Ehrenformation mit Spielmannszug, Musikkorps und Ehrenwache in Kompaniestärke über die Straßen Am Kupfergraben, Friedrichstraße und Unter den Linden vor das Mahnmal und vollzog dort zum Präsentiermarsch der NVA die Ablösung im Exerzierschritt. Danach wendete die Ehrenformation vor der Schloßbrücke, marschierte zum Parademarsch der NVA im Exerzierschritt am Mahnmal vorbei und kehrte anschließend in ihre Kaserne zurück. Dieses militärische Zeremoniell, ursprünglich des alten Preußens, war eine der beliebtesten Sehenswürdigkeiten von Ost-Berlin und wurde direkt im Fernsehen der DDR übertragen. In der Endphase der DDR fand ab Mai 1990 der Große Wachaufzug nur noch in Zugstärke statt und anstelle von „Brüder, zur Sonne, zur Freiheit“ erklang das „Opferlied“ (Opus 121b) von Ludwig van Beethoven, zuletzt am 26. September 1990, dem letzten Mittwoch vor der Wiedervereinigung.
Die Bundesrepublik setzte die Tradition des Großen Wachaufzugs Unter den Linden nicht fort. Nur bei Kranzniederlegungen in der Neuen Wache findet ein Kleiner Wachaufzug der Bundeswehr statt.